# سازمان بدر
سازمان بدر یا سپاه بدر، سازمان سیاسی شیعه با نیروی شبه‌نظامی وابسته به جمهوری اسلامی ایران و سپاه پاسداران انقلاب اسلامی است که شامل ۴۲ گروه شبه‌نظامی در عراق و ۲۸ گروه دیگر که مستقیماً مورد حمایت ایران هستند و نقش آن مانند حزب‌الله در لبنان برای ایران می‌باشد. این سپاه در سال ۱۹۸۰ میلادی (۱۳۵۹) توسط گروهی از عراقی‌های پناهنده به ایران و با عضویت گروهی از اسرا و پناهندگان در ایران تحت عنوان تیپ ۹ بدر تأسیس شد. اعضای سپاه بدر مبارزه با رژیم صدام حسین را «جهاد فی‌سبیل‌الله» و خود را از فدائیان روح‌الله خمینی می‌دانستند.
بر اساس گفته رویتر این سازمان قوی‌ترین گروه شیعه است که در عراق در حال جنگ است. درحالی‌که برخی منابع سپاه بدر را یک سازمان تروریستی وابسته به جمهوری اسلامی می‌دانند.
بدر الجناح العسکری شاخه ای از سپاه بدر با اولویت حضور در منطقه سامرا می‌باشد و برخلاف تصور بسیاری یک نیروی جداگانه نیست.
نخستین اقدامات نظامی این گروه، در خلال جنگ ایران و عراق و به‌طور خاص، در جریان عملیات‌های کربلای ۲ و مرصاد، نمود داشت. پس از سقوط حکومت صدام حسین، عملیات‌های نظامی این گروه در عراق، ادامه یافت. با ظهور داعش، این گروه نظامی، از آماده‌ترین شبه‌نظامیان شیعه عراقی می‌باشند که در خط مقدم مبارزه با داعش هستند. با شروع عملیات آزادسازی تکریت، هواپیماهای آمریکایی از همراهی نیروهای عراقی خودداری کردند و علت این امر، حضور شبه‌نظامیان سپاه بدر در میان آن‌ها بود. در نهایت، با لغو حضور سربازان بدر در جریان آزادسازی تکریت، نیروی هوایی آمریکا، از ۲۵ مارس ۲۰۱۵ (میلادی)، بمباران مواضع داعش در تکریت را شروع کرد.

## پیشینه
در سال ۱۳۶۲ نیروهای مجلس اعلای اسلامی عراق که مخالف صدام حسین بوده و در ایران به سر می‌بردند، به صورت داوطلب در جنگ ایران و عراق شرکت می‌کردند. نزدیک به ۲۵۰۰ نفر از این نیروها از اتباع عراقی ساکن استان کرمانشاه بودند. این نیروها به صورت یک گردان در سپاه پاسداران سازماندهی شد و اردوگاهی واقع در چالابه در بیستون استان کرمانشاه نیز برای استقرار و تمرین نظامی در اختیار آن‌ها قرار گرفت. سپاه بدر برای اولین بار در عملیات موسوم به خیبر که توسط نیروهای ایرانی علیه عراق بود، شرکت کردند.
بعد از عملیات خیبر، پاسدار اسماعیل دقایقی که از فرماندهان سپاه خوزستان بود تمامی این گردان را از مجلس اعلی عراق تحویل گرفت و آن‌ها را به صورت یک تیپ سازماندهی نموده و نام آن را نیز تیپ بدر گذاشت. اولین فرمانده تیپ بدر نیز اسماعیل دقایقی بود. وی در عملیات کربلای ۵ در ۲۸ دیماه ۱۳۶۵ کشته شد.
در زمان تشکیل، تیپ بدر شامل دو گروه احرار متشکل از اسرای عراقی جنگ ایران و عراق و گروه مجاهدین عراقی بودند که مخالفان دولت صدام بودند. گروه احرار از اسرای عراقی بودند که در جنگ اسیر شده و به تیپ بدر پیوسته بودند.
سپاه بدر از گسترش تیپ بدر به عنوان بال نظامی شورای فرماندهی انقلاب عراق که توسط محمود هاشمی شاهرودی تشکیل شد و بعد از دو سال و نیم به محمد باقر حکیم سپرده شد، درآمد. این سپاه همچنین یکی از شاخه‌های سپاه پاسداران انقلاب اسلامی به‌شمار می‌رفت.
سپاه بدر در تهاجمات ایران به عراق به عنوان بخشی از نیروی مهاجم تحت فرمان سپاه پاسداران عمل می‌کرد از جمله حملاتی که این سپاه در آن شرکت داشت شامل عملیات قدس ۴ در تاریخ مرداد ۱۳۶۴و عملیات کربلای ۲ بود.
بعد از پایان جنگ ایران و عراق در خلال سال‌های ۱۳۷۰ تا ۱۳۸۱ پس از جنگ خلیج فارس نیروهای بدر با ورود به عراق شروع به انجام عملیات علیه نیروهای ارتش و نیروهای امنیتی عراق نمودند. بخش عمده نیروهای بدر در این پروسه به استخدام نیروی قدس سپاه پاسداران و وزارت اطلاعات جمهوری اسلامی ایران درآمدند.

## بعد از سقوط دولت صدام
همزمان با حمله آمریکا به عراق در اوایل سال ۱۳۸۲، نیروهای بدر با سلاح سبک از چهار محور بداخل عراق نفوذ کرده و تلاش کردند که کنترل شهرهای عراق را بعهده بگیرند. عملیات نفوذ و استقرار نیروهای بدر در شهرهای عراق تحت کنترل سرتیپ پاسدار احمد فروزنده از فرماندهان نیروی قدس سپاه پاسداران انجام گرفت.
بر اساس خطی که نیروی قدس به نیروهای بدر داده بود ترور مقامات رژیم سابق توسط نیروهای بدر در سراسر عراق آغاز شد.
بعد از سقوط صدام، آمریکا در سال ۲۰۰۳ از شورای عالی انقلاب اسلامی عراق خواست که تیپ بدر را منحل کنند که به جای آن سپاه بدر در همان سال، نام خود را از سپاه بدر به «سازمان بدر برای توسعه» تغییر داد.
در جریان ادغام شبه نظامیان در دستگاه‌های امنیتی کشور در سال ۲۰۰۶، نیروهای بدر در ابعاد گسترده‌ای وارد وزارتخانه‌های دفاع و کشور شده و هژمونی خود را بر دولت تکمیل کردند. بر اساس اسناد رسمی، تعداد ۱۰ هزار استخدامی شبه نظامیان در ارگان‌های امنیتی و سازماندهی تیپ‌های وزارت کشور از جمله تیپ رعد، تیپ گرگ، تیپ عقرب و … گزارش شده است که عمده این نیروها وابسته به بدر بوده‌اند.
علاوه بر حضور بدر در پلیس و وزارت کشور، ۹ بدر یک ارگان مهم به نام جهاز مرکزی تشکیل داد که اقدامات نظامی را فرماندهی و هماهنگ می‌کرد. شبکه‌های مرتبط به این ارگان که یک سازمان اطلاعاتی نوپا بود و تحت عنوان کمیته‌های مردمی فعالیت می‌کردند راه اندازی شد.
در سال ۲۰۰۷ شورای عالی انقلاب اسلامی عراق به منظور تلاش برای جدایی از تهران، تغییر نام داده و به شورای عالی اسلامی عراق تبدیل شد که سازمان بدر از این شورا جدا شد و به شکل یک سازمان سیاسی و نظامی کار خود را ادامه داد.
در سال ۲۰۱۲ رهبر نظامی این سازمان هادی العامری در کابینه نوری مالکی به عنوان وزیر حمل و نقل انتخاب شد؛ و در اکتبر ۲۰۱۴ در کابینه دور دوم مالکی، هادی عامری قصد داشت که وزیر کشور شود که با مخالفت آمریکا مواجه شد لذا یکی از اعضای این سازمان به نام محمد قبان وزیر کشور شد. سازمان بدر در انتخابات ۲۰۱۴ تعداد ۲۲ کرسی در مجلس عراق را کسب کرده بود.
بعد از حمله داعش و سقوط موصل در سال ۲۰۱۴ و تشکیل نیروی بسیج مردمی به نام حشد الشعبی، سازمان بدر به عنوان نیروی اصلی تشکیل دهنده آن درآمد و هادی عامری نیز به عنوان فرمانده حشد شعبی از نمایندگی پارلمان خارج شد.

## ساختار بدر

### ساختار
- دفتر سیاسی: مهم‌ترین وظائف دفتر سیاسی سازمان بدر، ارائه بررسیهای سیاسی به شورای مرکزی این سازمان است و اقدام به تنظیم روابط با نیروهای سیاسی دیگر می‌کند. چند دفتر هم در خارج دارد که به دفتر سیاسی وصل است و چند اداره آن، یکان روابط بین‌المللی و یکان روابط ملی و یکان حقوق بشر و اداره قانونی و اداره امور دولت و پارلمان است که ریاست این دفتر را یکی از اعضای شورای مرکزی بر عهده دارد.
- دفتر فرهنگی و تبلیغاتی: یکان فرهنگی که مربوط به انتشار فرهنگی است به همین دفتر وصل می‌شود.
- بخش نظامی: سپاه بدر دارای واحدهای پیاده، زرهی، ضدهوایی و تکاور بود. آموزشی این واحدها توسط افسران نظامی عراق که از ارتش عراق جدا شده بودند انجام می‌شد.[۴]

### استعداد
- در زمان سقوط دولت صدام حسین سپاه بدر دارای ۱۰ تا ۱۵ هزار نیروی نظامی بود که ۳ هزار نفر آن به صورت حرفه‌ای آموزش دیده بودند که بیشتر آن‌ها اسرای زندانی سابق جنگ ایران و عراق بودند. از این تعداد ۱۵۰۰ نفر نیروی ایدئولوژیک سپاه بدر بودند که به‌مدت بیش از ۱۰ سال توسط سپاه پاسداران آموزش دیده بودند.
- در نوامبر ۲۰۱۴ براساس گزارش‌های منتشر شده تعداد جنگجویان سازمان بدر ۱۰۰۰۰ نفر بود؛ که ۱۵۰۰ نفر آن‌ها در سوریه در کنار نیروهای ایرانی به عنوان مدافع حرم می‌جنگیدند.[۴]
- کنس کاتمن متخصص امور خاورمیانه در سال ۲۰۰۷ اعلام کرد که نیروهای پلیس عراق در کنترل شبه نظامیان تیپ بدر که در حال حاضر سازمان بدر نامیده می‌شود به استعداد ۲۰ هزار نفر می‌باشد. این نفرات در سال‌های ۲۰۰۵ و ۲۰۰۶ در زمان وزارت بیان جبر در وزارت کشور وارد نیروهای پلیس شدند.[۱۳]

### فرماندهان
- محمدباقر حکیم به عنوان اولین فرمانده و دبیرکل سپاه بدر عراقی بود که اقدام به جمع‌آوری پناهندگان و افسران و سربازان عراقی اسیر شده در جنگ ایران و عراق در سازمان بدر کرد. قبل از آن فرمانده بدر اسماعیل دقایقی از سپاه پاسداران ایران بود و در همان زمان نیز محمود شاهرودی به عنوان مرجع آن‌ها معرفی شد.
- برادر محمدباقر حکیم، عبدالعزیز حکیم فرمانده بال نظامی شورای فرماندهی انقلاب اسلامی عراق در ایران قبل از جنگ بود.[۴]
- در سالهای ۱۳۷۰ تا ۱۳۸۰ ابوعلی بصری فرمانده نیروهای ۹ بدر در ایران بود.
- در سالهای ۱۳۸۰ ابومهدی المهندس به جای ابوعلی بصری فرمانده نیروهای بدر شد.
- هادی فرحان عبدالله العامری ملقب به ابو حسن عامری در سال ۱۳۸۱ به جای ابو مهدی مهندس فرمانده ۹بدر شد، وی در ایران به هادی العامری شناخته می‌شود. وی متولد سال ۱۳۳۳ در استان دیاله است. در دوران جنگ ایران و عراق، وی از فرماندهان سپاه پاسداران بود. در سال ۱۹۹۱ مسئولیت عملیات نظامی در داخل خاک عراق را بعهده داشت. هادی العامری در مصاحبه‌های صورت داده هدف اصلی و مأموریت کلی سپاه بدر از ابتدای تشکیل این سازمان را دفاع از مقدسات و پیروی از خط خمینی دانسته است. هادی عامری در سال ۱۳۶۷ به عضویت نیروی قدس سپاه درآمد.[۸]

### اهداف و تاکتیک
- یکی از اهداف اصلی نظامی این سازمان در تشکیل اولیه، هدف قرار دادن اپوزیسیون ایران، سازمان مجاهدین خلق ایران بود.
- تأسیس پایگاه‌های نظامی و سیاسی در مناطق دارای امنیت مانند باتلاق‌های جنوب عراق و کردستان در جنوب عراق درست کردن سلول‌های مقاومت مخفی در تمام عراق، نگهداری کمپ‌های آموزشی در خارج از عراق و در کشورهای همسایه که اجازه این فعالیت‌های را می‌دهند از دیگر اهداف این سازمان است.[۱۳]

## عملیات
- از سال ۱۹۸۰ تا ۱۹۸۸ سازمان بدر همراه با نیروهای سپاه پاسداران ایران علیه دولت بعث عراق می‌جنگید.
- در سال ۱۹۹۶ یک بمب که منجر به کشته شدن ۱۹ خدمه نیروی هوایی آمریکا در عراق شد. فرمانده این عملیات هادی عامری رهبر این گروه مسئولیت این حمله را به عهده گرفت.
- در سال ۲۰۰۶ نیروهای پلیس وزارت کشور عراق اقدام به اعدام و شکنجه صدها عراقی کردند که نفرات مجری این کشتار همه از سازمان بدر بودند. (۱۰۰ کشته و مجروحان نامشخص)
- در دسامبر ۲۰۰۷ در درگیری بین سازمان بدر و ارتش مهدی در کربلا بیش از ۵۰ شیعه عراقی کشته شد.
- در ژوئن ۲۰۱۴ بعد از سقوط موصل سازمان بدر علیه داعش در استان دیالی پیروز شد.
- در ژوئیه ۲۰۱۴ دیدبان حقوق بشر اعلام کرد که سازمان بدر اقدام به کشتن صدها سنی زندانی (که عمدتاً داعشی بوده‌اند) کرده است.
- در ژانویه ۲۰۱۵ داعش (در لباس سازمان بدر) اقدام به کشتن ۷۲ شهروند عراقی در مقدادیه در ۸۰ کیلومتری بغداد کرد.
- در مارس ۲۰۱۵ سازمان بدر همراه با نیروهای ائتلاف شهر تکریت را از داعش پس گرفتند. این عملیات تحت فرماندهی هادی عامری و فرمانده نیروی قدس سپاه پاسداران قاسم سلیمانی انجام شد.
- در ۱۳ می ۲۰۱۶ حمله به طرفداران فوتبال در شهر شیعه بلد و بمباران یک بازار در نزدیکی آن منجر به کشته شدن ۱۶ نفر شد که گفته شد این حمله توسط داعش به تلافی حملات سازمان بدر انجام شده است.
- در ۲۳ می ۲۰۱۶ سازمان بدر که نیروهایش را وارد نیروهای پلیس اتحادیه در وزارت کشور کرده بود به همراه نیروهای حشد الشعبی توانستند فلوجه را از دست داعش آزاد کنند.
- در اکتبر ۲۰۱۶ سازمان بدر که وارد نیروهای پلیس شده بودند به همراه سایر نیروهای نظامی عراق برای آزادسازی موصل از داعش وارد جنگ شدند.[۱۰]